# かんてんぱぱ
かんてんぱぱは、長野県伊那市にある伊那食品工業株式会社が製造、販売する寒天ゼリーの素と、それに付随する商品群、ブランドである。

## 概要
製品は粉末状である。これをお湯で溶かし、冷蔵庫で冷やしてゼリーとする。従来は煮溶かす必要があった角寒天、粉寒天を、お湯で溶かすだけで使えるようにし、さらに味がついているためそのまま果汁や砂糖などを添加せずにゼリーになるのが特徴。発売当初は90度以上の湯温でなければ溶けなかったが、現在は改良を重ね、一般的な電気ポットの保温湯温度である80度で溶けるよう改良されている。
各種フルーツ、コーヒー、抹茶等のラインナップの他、ババロア、プリン、杏仁豆腐等の製品群がある。また味が付いておらず、80度のお湯で溶けるクッキング用ゼリーの素も販売されている。
商品は、主に直営の「かんてんぱぱショップ」や自社通販の他、地元ではスーパーでも販売されている（他県でも一部店舗や百貨店にて発売されている）。

## 一般的な作り方
1. 清潔なボウルに粉末状のかんてんぱぱを入れる
2. お湯（一般に80°C以上、製品によって90°C以上）を指定の分量（多くは一袋に対し500cc前後）入れる
この時、お湯の量によって硬さを調節できる。少なめにすると硬くなり、多めにすると柔らかくなる
3. だまにならぬよう泡だて器等で十分にかき混ぜる
4. 型に流し入れる
5. あら熱をとった後、冷蔵庫に入れて凝固させ出来上がり

金属製のボウルを使うと熱いのでガラスや耐熱樹脂のボウルを使うのがよい。また従来の粉寒天のように煮立ててしまうと固まらなくなることがあるので注意が必要。急いで固めなければならないときでも、冷蔵庫にそのまま入れると冷蔵庫の中に高温のものを入れることとなりよくない。そういったときにはトレイなどの平たい容器に水を張りその中に型ごといれて冷ますと良い。（寒天は、温度によって固まるので温度を下げると、すぐに凝固してくる）
必要に応じて型に流し入れる前に、カットフルーツなどを入れたり（フルーツゼリーの場合）コクを出すための牛乳（杏仁豆腐の場合）などをいれても良い。この時、冷蔵庫で冷えた状態のものを投入すると、接した部分から急速に冷えて均一に混ざらない事があるので、一度常温に戻してから入れるとよい。
植物性であるため、一般にゼラチンを使ったゼリーの場合は固まらなくなるため禁忌とされるパイナップルやキウイフルーツなどタンパク質分解酵素が入ったものを入れても固まる。また従来の煮溶かす寒天とくらべても、煮る工程がないため、煮溶かすタイプの寒天で一緒に煮立ててしまうと酸性が強く固まらなくなることがあるレモン等を入れても失敗なく固めることが出来る。

## コマーシャル
かんてんぱぱのCMには、工藤夕貴も登場したことがある。現在は、有名タレント等を用いず、自社製品の特徴をストレートにアピールするものとなっている。